# Disraeli (paroisse)
Pour les articles homonymes, voir Disraeli.
Disraeli est une municipalité de paroisse dans la municipalité régionale de comté des Appalaches au Québec, située dans la région administrative de Chaudière-Appalaches.

## Toponymie
Cette municipalité a été nommée en l'honneur de Benjamin Disraeli, homme politique britannique.

## Histoire

### Chronologie
- 1er janvier 1883 : Érection de la municipalité de D'Israëli.
- 12 septembre 1953 : La municipalité devient la paroisse de Disreali.
- 15 mars 1969 : La paroisse change de nom pour Disraeli.

## Géographie
Le centre du lac Aylmer est situé sur le territoire de la municipalité.
Plusieurs cours d'eau du bassin versant de la rivière Saint-François traverse la municipalité :
- Rivière Saint-François,
- Rivière Coleraine,
- Rivière Moose,
- Rivière Bisby,
- Rivière Coulombe Nord.

Le crénon de la rivière au Pin se situe à l'ouest de la municipalité.

## Démographie
| 1996  | 2001  | 2006  | 2011  | 2016  | 2021  |
| ----- | ----- | ----- | ----- | ----- | ----- |
| 1 069 | 1 009 | 1 055 | 1 158 | 1 123 | 1 163 |

Le recensement de 2016 y dénombre 1123 habitants, soit 6,4 % de plus qu'en 2006.

## Administration
Les élections municipales se font en bloc pour le maire et les six conseillers.
| Disraeli (paroisse) Maires depuis 2001                                                                               |                |         |          |
| Élection | Maire          | Qualité | Résultat |
| 2001 | André Gosselin |         | Voir     |
| 2005 | André Gosselin | Voir    |          |
| 2009 | André Gosselin | Voir    |          |
| 2013 | André Gosselin | Voir    |          |
| 2017 | Jacynthe Patry |         | Voir     |
| 2021 | Jacynthe Patry | Voir    |          |
| Élection partielle en italique Depuis 2005, les élections sont simultanées dans toutes les municipalités québécoises |                |         |          |

## Patrimoine
L'église de Sainte-Luce, son presbytère et son cimetière se trouvent dans la ville enclavée Disraeli. Des résidences construites au XIXe siècle sont situées sur le rang Breeches,,, le 5e Rang, et le 6e Rang,.